# Tiểu đoàn Badri 313
Tiểu đoàn Badri 313 (tiếng Pashtun: د بدري ۳۱۳ ځانګړي کمونډو واحد) là một đạo quân thiện chiến của Tiểu vương quốc Hồi giáo Afghanistan. Tên của đạo quân này có liên kết chặt chẽ với mạng lưới Haqqani theo như tình báo cho biết đã cung cấp cho họ cả một khóa đào tạo chiến binh thánh chiến. Các đạo quân Taliban tinh nhuệ như Badri 313 được tình báo Mỹ nhận định là "rất quan trọng trong việc tiếp quản Afghanistan". Taliban còn sở hữu một đạo quân thiện chiến khác gọi là Đơn vị Đỏ (hoặc Đạo quân Đỏ). Vào tháng 7 và tháng 8 năm 2021, Taliban lần lượt tuyên truyền công khai về Tiểu đoàn Badri 313 bằng nhiều thứ tiếng địa phương khác nhau bao gồm cả tiếng Anh và tiếng Ả Rập.
Tổng hành dinh của Tiểu đoàn Badri 313 hiện đang đóng tại Học viện Quân sự Saladin Ayyubi.

## Tên gọi
Đơn vị này được đặt theo tên đội quân 313 người dưới sự thống lĩnh của Nhà tiên tri Muhammad trong trận Badr, mà quân Hồi giáo giành được thắng lợi ban đầu trong cuộc chiến với liên minh bộ lạc Quraysh diễn ra vào ngày 13 tháng 3 năm 624.

## Lịch sử
Mạng lưới Haqqani giữ một vị trí quan trọng trong binh lính cũng như hàng ngũ chỉ huy cấp cao của Taliban. Tín đồ Haqqani theo truyền thống quen gọi lực lượng thiện chiến của họ là "Đạo quân Badri", và nhấn mạnh rằng những đội quân này liên kết chặt chẽ về mặt tư tưởng với al-Qaeda. Những đơn vị được mệnh danh là "Đạo quân Badr" lần đầu tiên thực hiện các cuộc tấn công liều chết và đột kích vào những cứ điểm liên kết với Cộng hòa Hồi giáo Afghanistan và đồng minh của nước này vào năm 2011.
Tiểu đoàn Badri 313 lần đầu tiên lộ diện trong giai đoạn cuối của cuộc nổi dậy dưới thời Taliban, đáng kể nhất là đạo quân này từng tham gia tiến công khu phức hợp Kabul của công ty an ninh Anh G4S vào tháng 11 năm 2018. Sau khi thủ đô Kabul thất thủ năm 2021, Taliban cho biết Tiểu đoàn Badri 313 hiện đang lãnh trọng trách bảo vệ Arg (Dinh Tổng thống Afghanistan) và các địa điểm quan trọng khác trong thành phố. Tiểu đoàn Badri 313 theo như báo chí đưa tin còn cung cấp vấn đề "an ninh trật tự" tại Sân bay Kabul.
Tiểu đoàn Badri 313 đã thu hút sự chú ý trên toàn thế giới sau khi Taliban giành chiến thắng ở Afghanistan qua vụ giễu cợt quân đội Mỹ bằng cách sao chép lại cảnh treo cờ Iwo Jima.

## Trang bị
Tiểu đoàn được trang bị quân phục ngụy trang, mũ quân đội, áo giáp, kính nhìn ban đêm, súng carbine M4, vũ khí phụ và xe Humvee hẳn hoi. Không rõ họ kiếm mua được số này ở đâu và bằng cách nào, do hối lộ, tịch thu từ hàng binh Afghanistan hay chỉ đơn giản là nhặt được từ đống quân trang bị quân đội Mỹ bỏ lại.